# Leptopelis concolor
Leptopelis concolor är en groddjursart som beskrevs av Ahl 1929. Leptopelis concolor ingår i släktet Leptopelis och familjen Arthroleptidae. IUCN kategoriserar arten globalt som livskraftig. Inga underarter finns listade i Catalogue of Life.